# Arditi (zespół muzyczny)
Arditi – industrialny projekt muzyczny ze Szwecji, który tworzą Henrik Möller oraz Mårten Björkman. Pierwszy z nich jednocześnie zajmuje się projektem Puissance. Björkman ponadto wnosi swój muzyczny wkład w Algaion, Octinomos oraz Abemal.

## Twórczość
Członkowie projektu muzycznie oscylują wokół surowego, militarnego industrialu połączonego z neoklasycznymi motywami. Większość kompozycji osadzona jest w klimacie mrocznego ambientu, którym niekiedy towarzyszą okrzyki wojskowe czy przemowy. Gdy autorzy projektu zakładali go, byli inspirowani też nurtem włoskiego futuryzmu w postaci ze wczesnych lat XX wieku.
Arditi współpracował z black metalowym zespołem Marduk przy tworzeniu dwóch jego utworów – 1651 (z albumu Rom 5:12) oraz Deathmarch (z albumu Plague Angel).

## Dyskografia
Większość albumów ujrzała światło dzienne dzięki staraniom wytwórni Equilibrium Music. Oprócz niej Arditi stykał się na etapie wydawniczej działalności z Neuropa Records, Blooddawn Productions oraz z Svartvintras Productions (która w początkowej fazie istnienia projektu wydała jego pierwszy album).

### Albumy
- Marching on to Victory (2003)
- United in Blood (2004) – split nagrany z Toroidh
- Spirit of Sacrifice (2005)
- Standards of Triumph (2006)
- Omne Ensis Impera (2008)
- Leading the Iron Resistance (2011)

### Minialbumy
- Unity of Blood (2002)
- Jedem das Seine (2003)
- Destiny of Iron (2006)
- One Will (2011)

### Single
- Unity of Blood (7") (2002)